# 室伏謙一
室伏 謙一（むろふし けんいち、1972年10月26日 - ）は、日本の政策コンサルタント。
元総務官僚。学位は法学修士（慶應義塾大学）。

## 経歴
静岡県出身。
1991年、静岡聖光学院高等学校卒業。
1995年、国際基督教大学教養学部社会科学科卒業。
1998年、慶應義塾大学法学研究科政治学専攻修士課程修了、法学修士。
1998年、国家公務員Ⅰ種（現在は総合職）として総務庁（現総務省）に入庁。
以後6年の間公務員として国家に奉職。2004年同省を退職。
以後、日本文化チャンネル桜出演を中心に保守論客としてSNSで情報を発信している。このほか2021年4月より独自のチャンネル『室伏謙一『霞が関リークス』公式チャンネル』を開設し、元国家公務員の経験をもとに政府機関の問題等を告発している。
総務省退官後は三井物産戦略研究所、デロイトトーマツコンサルティング、みんなの党渡辺喜美政策秘書、外資系コンサルタントを経て、室伏政策研究室を経て、室伏政策研究室を設立。

## 人物
- 英語、フランス語（パリ商工会議所法律フランス語（CFJ）、DELF1・2）が使用可能。

## 出演
- ネプリーグ（2019年10月28日）[6]
- 東京ホンマもん教室(東京MX,2021年4月10日,4月24日)

## 著書
- 『仮面の改革派・渡辺喜美』（講談社、2014年）
- 2022『ニッポン没落のカラクリ　「改革」という名の売国政策が日本をダメにした』経営科学出版